# Babaïevo
Babaïevo (en russe : Бабаево) est une ville de l'oblast de Vologda, en Russie, et le centre administratif du raïon de Babaïevo. Sa population s'élevait à 11 646 habitants en 2023.

## Géographie
Babaïevo est située sur la rivière Kolp, dans le bassin de la Volga, à 246 km à l'ouest de Vologda et à environ 400 km à l’est-sud-est de Saint-Pétersbourg.

### Climat
| Mois                              | jan.  | fév.  | mars | avril | mai  | juin | jui. | août | sep. | oct. | nov. | déc. | année |
| --------------------------------- | ----- | ----- | ---- | ----- | ---- | ---- | ---- | ---- | ---- | ---- | ---- | ---- | ----- |
| Température minimale moyenne (°C) | −12,8 | −12,5 | −8   | −1,2  | 4,7  | 9,3  | 12   | 9,9  | 5,7  | 1,2  | −5   | −9,9 | −0,5  |
| Température moyenne (°C)          | −9,5  | −8,8  | −3,5 | 4     | 10,9 | 15,2 | 17,8 | 15,3 | 10,1 | 4,1  | −2,8 | −7,1 | 3,8   |
| Température maximale moyenne (°C) | −6,3  | −5,1  | 1,1  | 9,1   | 17   | 21,1 | 23,5 | 20,8 | 14,4 | 7    | −0,5 | −4,3 | 8,2   |
| Précipitations (mm)               | 41,3  | 31,2  | 33,1 | 31,7  | 51,3 | 73,3 | 79   | 82,3 | 59,3 | 60   | 53   | 50,1 | 645,6 |

## Histoire
Selon une légende, le village de Babaïevo fut fondé en 1460 par un paysan nommé Babaï, d’où le nom de la ville. En 1882, une usine métallurgique produisant des câbles télégraphiques, des clous et des crochets, fut mise en service. Babaïevo a le statut de ville depuis 1925.

## Population
Recensements (*) ou estimations de la population
| 1926* | 1939* | 1959*  | 1970*  | 1979*  |
| ----- | ----- | ------ | ------ | ------ |
| 3 209 | 8 300 | 12 044 | 12 301 | 12 926 |

| 1989*  | 2002*  | 2010*  | 2012   | 2013   |
| ------ | ------ | ------ | ------ | ------ |
| 14 211 | 12 604 | 12 073 | 11 900 | 11 712 |

## Économie
On trouve а Babaïevo deux laiteries, une usine de matériel électrique et une usine de meubles.